# З
З, з (en cursiva: З, з) és una lletra de l'alfabet ciríl·lic. Present en tots els alfabets ciríl·lics d'idiomes eslaus. És la vuitena lletra a l'alfabet búlgar; la novena als alfabets rus, belarús i macedoni; i la desena a l'ucraïnès. Deriva directament de la lletra grega: zeta (Ζ, ζ), origen també de la Z (Z, z) llatina. No s'ha de confondre amb altres caràcters de forma similar com el nombre tres (3) o la lletra ciríl·lica: Э. La seva pronunciació és equivalent a la Z catalana /z/ (pinzell, zeta, donzella). A l'antiguitat, al sistema numeral cirí·lic aquesta lletra tenia el valor del nombre set (7).

## Taula de codis
| Codificació de caràcters | Tipus     | Decimal | Hexadecimal | Octal  | Binari              |
| ------------------------ | --------- | ------- | ----------- | ------ | ------------------- |
| Unicode                  | Majúscula | 1047    | 0417        | 002027 | 0000 0100 0001 0111 |
| Unicode                  | Minúscula | 1079    | 0437        | 002067 | 0000 0100 0011 0111 |
| ISO 8859-5               | Majúscula | 183     | B7          | 267    | 1011 0111           |
| ISO 8859-5               | Minúscula | 215     | D7          | 327    | 1101 0111           |
| KOI 8                    | Majúscula | 250     | FA          | 372    | 1111 1010           |
| KOI 8                    | Minúscula | 218     | DA          | 332    | 1101 1010           |
| Windows 1251             | Majúscula | 199     | C7          | 307    | 1100 0111           |
| Windows 1251             | Minúscula | 231     | E7          | 347    | 1110 0111           |